# Cryptachaea caqueza
Cryptachaea caqueza là một loài nhện trong họ Theridiidae.
Loài này thuộc chi Cryptachaea. Cryptachaea caqueza được Herbert Walter Levi miêu tả năm 1963.